# Ryan Smyth
Pour les articles homonymes, voir Smyth.
Temple de la renommée de l'IIHF : 2020
Ryan Alexander Gordon Smyth (né le 21 février 1976 à Banff, province de l'Alberta) est un joueur professionnel canadien de hockey sur glace. Il évoluait au poste d'ailier gauche dans la Ligue nationale de hockey. Son frère Kevin a déjà joué auparavant dans la Ligue nationale de hockey.

## Carrière de joueur
Ryan Smyth a joué pour les Warriors de Moose Jaw lors des saisons 1991-92, 1992-93 et 1993-94 avant d'être repêché par les Oilers d'Edmonton en 6e choix, lors du 1er tour du repêchage d'entrée dans la LNH 1994. Il continua à évoluer pour les Warriors de Moose Jaw lors de la saison 1994-95.
Il joua son premier match dans la Ligue nationale de hockey le 22 janvier 1995 contre les Kings de Los Angeles. Il marqua son premier but en LNH le 24 novembre 1995 chez les Flames de Calgary contre Trevor Kidd et sa première aide le 5 décembre 1995 contre les Canucks de Vancouver. Il concéda sa première pénalité le 10 novembre 1995 contre le Lightning de Tampa Bay (obstruction).
Après 12 saisons passées avec les Oilers d'Edmonton de 1995 à 2007, il termine la saison 2006-2007 avec les Islanders de New York avant de rejoindre en tant qu'agent libre l'Avalanche du Colorado pour les saisons 2007-2008 et 2008-2009. Le 3 juillet 2009, Smyth est échangé aux Kings de Los Angeles contre les défenseurs Kyle Quincey et Tom Preissing ainsi que d’un choix de cinquième ronde. Il a joué pour les Kings lors des saisons 2009-2010 et 2010-2011. Le 26 juin 2011, il est de retour avec les Oilers d'Edmonton en échange de Colin Fraser et d'un choix de septième ronde au repêchage 2012.
Il a réalisé au cours de sa carrière cinq coup du chapeau (les 8 octobre 1996, 13 mars 2000, 14 novembre 2000, 14 janvier 2001 et 12 octobre 2006).
Après avoir joué 19 saisons dans la LNH, dont 15 avec les Oilers, Smyth annonce sa retraite en tant que joueur le 11 avril 2014 et joue son dernier match le lendemain contre les Canucks de Vancouver portant le ''C'' de capitaine sur son chandail lui qui habituellement portait le ''A'' d'assistant-capitaine.

## Carrière internationale
Il représente l'équipe du Canada au niveau international. D'ailleurs, on le surnomme « Capitaine Canada », pour ses nombreuses participations avec l'Équipe nationale. Il a en effet été capitaine de la sélection de 2001 à 2005 ainsi qu'en 2010. Il a gagné une médaille d’or au Championnat du monde junior 1995 a participé à de nombreuses éditions du championnat du monde. Il a décroché une médaille d’or aux Jeux Olympiques d’hiver de 2002, à Salt Lake City.

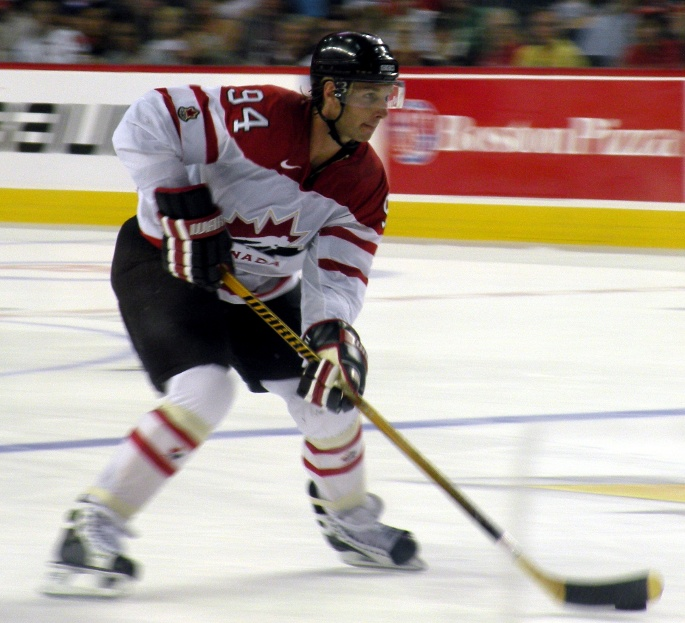
Smyth a représenté le Canada au niveau international.

## Trophées et honneurs personnels
Ligue canadienne de hockey
- 1995 : nommé dans la première équipes d'étoiles.

Ligue de hockey de l'Ouest
- 1995 : nommé dans la seconde équipe de l'est.

Ligue nationale de hockey
- 2007 : participe au Match des étoiles.

- Reçoit l'Ordre du hockey au Canada en 2018 [5]

## Statistiques

### En club
| Saison     | Équipe                       | Ligue        |       | Saison régulière | Saison régulière | Saison régulière | Saison régulière | Saison régulière |    | Séries éliminatoires | Séries éliminatoires | Séries éliminatoires | Séries éliminatoires | Séries éliminatoires |
| Saison     | Équipe                       | Ligue        | PJ    | B                | A                | Pts              | Pun              | PJ               | B  | A                    | Pts                  | Pun                  |                      |                      |
| 1990-1991  | Y's Men Titans de Lethbridge | AMHL[Quoi ?] | 34    | 8                | 21               | 29               | -                | -                | -  | -                    | -                    | -                    |                      |                      |
| 1991-1992  | Cougars de Caronport         | SMHL[Quoi ?] | 35    | 55               | 61               | 116              | 98               | -                | -  | -                    | -                    | -                    |                      |                      |
| 1991-1992  | Warriors de Moose Jaw        | LHOu         | 2     | 0                | 0                | 0                | 0                | -                | -  | -                    | -                    | -                    |                      |                      |
| 1992-1993  | Warriors de Moose Jaw        | LHOu         | 64    | 19               | 14               | 33               | 59               | -                | -  | -                    | -                    | -                    |                      |                      |
| 1993-1994  | Warriors de Moose Jaw        | LHOu         | 72    | 50               | 55               | 105              | 88               | -                | -  | -                    | -                    | -                    |                      |                      |
| 1993-1994  | Warriors de Moose Jaw        | LHOu         | 50    | 41               | 45               | 86               | 66               | 10               | 6  | 9                    | 15                   | 22                   |                      |                      |
| 1994-1995  | Oilers d'Edmonton            | LNH          | 3     | 0                | 0                | 0                | 0                | -                | -  | -                    | -                    | -                    |                      |                      |
| 1995-1996  | Oilers du Cap-Breton         | LAH          | 9     | 6                | 5                | 11               | 4                | -                | -  | -                    | -                    | -                    |                      |                      |
| 1995-1996  | Oilers d'Edmonton            | LNH          | 48    | 2                | 9                | 11               | 28               | -                | -  | -                    | -                    | -                    |                      |                      |
| 1996-1997  | Oilers d'Edmonton            | LNH          | 82    | 39               | 22               | 61               | 76               | 12               | 5  | 5                    | 10                   | 12                   |                      |                      |
| 1997-1998  | Oilers d'Edmonton            | LNH          | 65    | 20               | 13               | 33               | 44               | 12               | 1  | 3                    | 4                    | 16                   |                      |                      |
| 1998-1999  | Oilers d'Edmonton            | LNH          | 71    | 13               | 18               | 31               | 62               | 3                | 3  | 0                    | 3                    | 0                    |                      |                      |
| 1999-2000  | Oilers d'Edmonton            | LNH          | 82    | 28               | 26               | 54               | 58               | 5                | 1  | 0                    | 1                    | 6                    |                      |                      |
| 2000-2001  | Oilers d'Edmonton            | LNH          | 82    | 31               | 39               | 70               | 58               | 6                | 3  | 4                    | 7                    | 4                    |                      |                      |
| 2001-2002  | Oilers d'Edmonton            | LNH          | 61    | 15               | 35               | 50               | 48               | -                | -  | -                    | -                    | -                    |                      |                      |
| 2002-2003  | Oilers d'Edmonton            | LNH          | 66    | 27               | 34               | 61               | 67               | 6                | 2  | 0                    | 2                    | 16                   |                      |                      |
| 2003-2004  | Oilers d'Edmonton            | LNH          | 82    | 23               | 36               | 59               | 70               | -                | -  | -                    | -                    | -                    |                      |                      |
| 2005-2006  | Oilers d'Edmonton            | LNH          | 75    | 36               | 30               | 66               | 58               | 24               | 7  | 9                    | 16                   | 22                   |                      |                      |
| 2006-2007  | Oilers d'Edmonton            | LNH          | 53    | 31               | 22               | 53               | 38               | -                | -  | -                    | -                    | -                    |                      |                      |
| 2006-2007  | Islanders de New York        | LNH          | 18    | 5                | 10               | 15               | 14               | 5                | 1  | 3                    | 4                    | 4                    |                      |                      |
| 2007-2008  | Avalanche du Colorado        | LNH          | 55    | 14               | 23               | 37               | 50               | 8                | 2  | 3                    | 5                    | 2                    |                      |                      |
| 2008-2009  | Avalanche du Colorado        | LNH          | 77    | 26               | 33               | 59               | 62               | -                | -  | -                    | -                    | -                    |                      |                      |
| 2009-2010  | Kings de Los Angeles         | LNH          | 67    | 22               | 31               | 53               | 42               | 6                | 1  | 1                    | 2                    | 6                    |                      |                      |
| 2010-2011  | Kings de Los Angeles         | LNH          | 82    | 23               | 24               | 47               | 35               | 6                | 2  | 3                    | 5                    | 0                    |                      |                      |
| 2011-2012  | Oilers d'Edmonton            | LNH          | 82    | 19               | 27               | 46               | 82               | -                | -  | -                    | -                    | -                    |                      |                      |
| 2012-2013  | Oilers d'Edmonton            | LNH          | 47    | 2                | 11               | 13               | 40               | -                | -  | -                    | -                    | -                    |                      |                      |
| 2013-2014  | Oilers d'Edmonton            | LNH          | 72    | 10               | 13               | 23               | 44               | -                | -  | -                    | -                    | -                    |                      |                      |
| Totaux LNH | Totaux LNH                   | Totaux LNH   | 1 270 | 386              | 456              | 842              | 976              | 93               | 28 | 31                   | 59                   | 88                   |                      |                      |

### En équipe nationale
| Année | Compétition                 |    | PJ | B | A | Pts | Pun               |  | Résultat |
| 1995  | Championnat du monde junior | 7  | 2  | 5 | 7 | 4   | Médaille d'or     |  |          |
| 1999  | Championnat du monde        | 10 | 0  | 2 | 2 | 12  | Quatrième place   |  |          |
| 2000  | Championnat du monde        | 9  | 3  | 6 | 9 | 0   | Quatrième place   |  |          |
| 2001  | Championnat du monde        | 7  | 2  | 3 | 5 | 4   | Cinquième place   |  |          |
| 2002  | Jeux olympiques             | 6  | 0  | 1 | 1 | 0   | Médaille d'or     |  |          |
| 2002  | Championnat du monde        | 7  | 4  | 0 | 4 | 2   | Sixième place     |  |          |
| 2003  | Championnat du monde        | 9  | 2  | 2 | 4 | 2   | Médaille d'or     |  |          |
| 2004  | Championnat du monde        | 9  | 2  | 2 | 4 | 2   | Médaille d'or     |  |          |
| 2004  | Coupe du monde              | 6  | 3  | 1 | 4 | 0   | Médaille d'or     |  |          |
| 2005  | Championnat du monde        | 9  | 2  | 1 | 3 | 6   | Médaille d'argent |  |          |
| 2006  | Jeux olympiques             | 6  | 0  | 1 | 1 | 4   | Septième place    |  |          |
| 2010  | Championnat du monde        | 1  | 0  | 0 | 0 | 0   | Septième place    |  |          |
| 2012  | Coupe Spengler              | 4  | 3  | 0 | 3 | 4   | Vainqueur         |  |          |